# ТЭЦ Лодзь-3
ТЭЦ Лодзь-3 (ЭС-3) – теплоэлектроцентраль в одноименном городе в центральной Польше.
В 1968–1969 годах на станции ввели в эксплуатацию два котла типа ОР-130, поставленные сосновецкой компанией Fakop. Они питали одну турбину производства чешского Первого Брненского машиностроительного завода мощностью 33,5 МВт. А в 1971, 1974 и 1977 годах запустили три однотипных блока ВС-50, оснащенных котлами ОР-230 производства Rafako (Рацибуж) и турбинами ельблонгской компании Zamech 13UP55 мощностью по 55 МВт.
Для покрытия пиковых нагрузок в теплосистеме в 1972–1975 годах установили мазутные водогрейные котлы, что довело тепловую мощность станции до 953 МВт. По состоянию на конец 2010-х годов в эксплуатации находились три водогрейных котла типа PTWM-100.
В настоящее время котел ОР-230 (станционный номер К-3) перевели на сжигание биомассы.
Удаление продуктов сгорания происходит с помощью дымоходов высотой 180 метров и 120 метров.